# 岡垣サンリーアイ
岡垣サンリーアイ（おかがきサンリーアイ）は、福岡県遠賀郡岡垣町にある町立の複合施設である。公益財団法人岡垣サンリーアイ文化スポーツ振興財団が指定管理者として管理・運営する。通称サンリーアイ。

## 歴史
1993年7月にまちづくりの一環として第一期施設となる図書館と多目的ホールが完成し、会館。2000年6月には第二期施設としてフィットネスジムとウェーブアリーナが完成、多目的施設として充実された。
施設名であるサンリーアイの名称の由来は日本の白砂青松100選にも選ばれた岡垣町にある三里松原の「三里（さんり）」と、ふれあいの「あい」からとられた造語。
1991年から毎年10月第3日曜日に行われている「まつり岡垣」は、岡垣サンリーアイの完成にあわせ1993年から岡垣サンリーアイを中心として開催されるようになり、毎年1万人以上の客で賑わう。
同町はこのサンリーアイ周辺を副都心と位置づけている。

## 主な施設

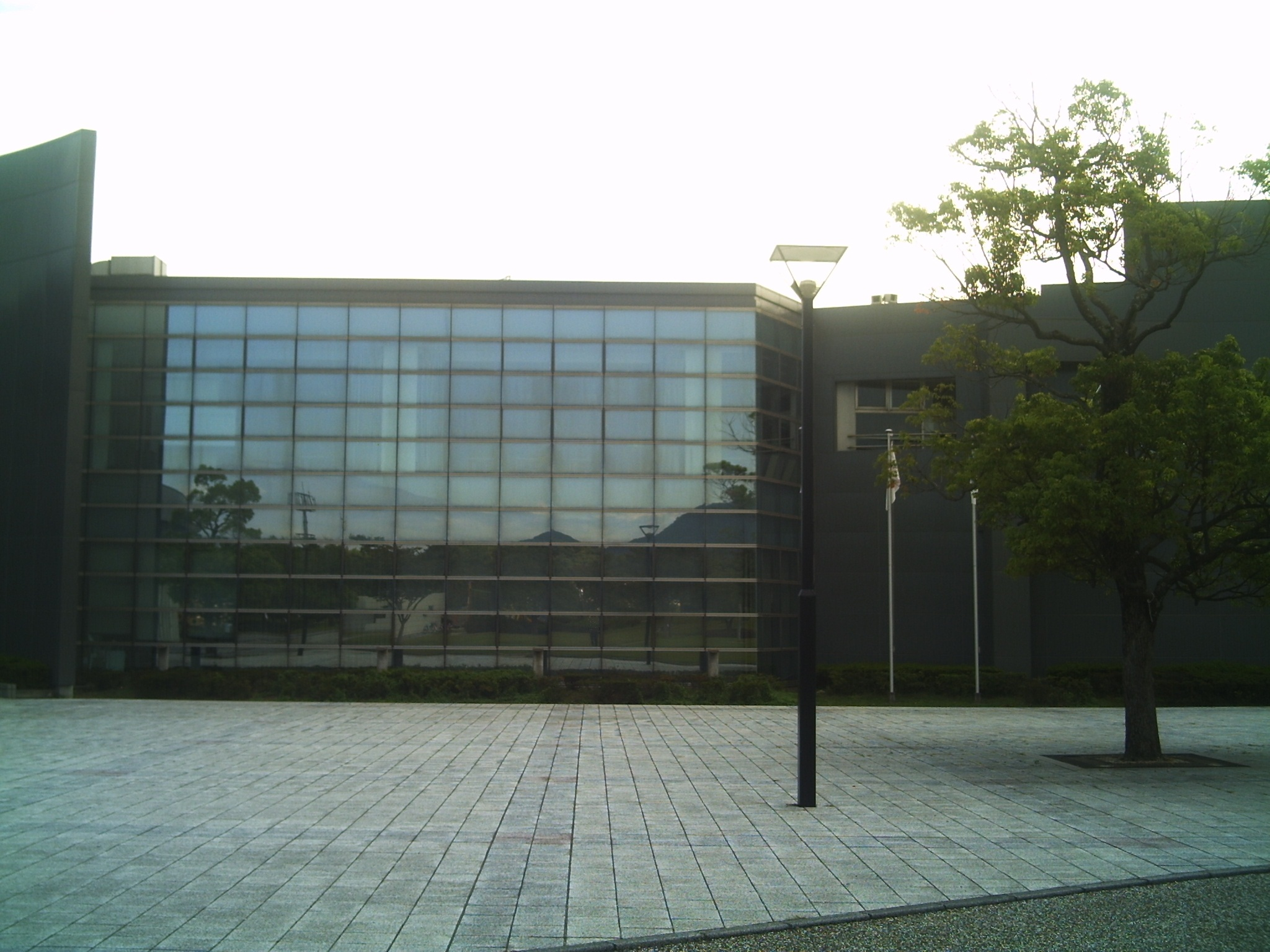
岡垣サンリーアイ図書館・外観

- ハミングホール

演劇、映画上映が主に行われており、収容人数は598人で車椅子席、親子席が兼ね備えられている。音響施設も整っているためコンサートなども行われる。
- 図書館

AVコーナーに所蔵してあるDVDなどは図書館内でも視聴が可能である。
開館時間：午前10時-午後6時（夏期は午前9時から開館。）
休館日：毎週水曜日、毎月最終月曜日、年末年始、特別整理期間
蔵書数：8万1561冊（2008年）
- ウェーブアリーナ

2階層。主に、バドミントンやバスケットボールなどのスポーツ大会などが行われる。特にバドミントンにおいては国際大会も開催されている。
観客席（いずれも最大）
スポーツ利用：1階832人、2階654人
演劇・コンサート利用：1階1600人、2階654人
- ほか公園、小ホール、喫茶店、フィットネスジム、会議室8室、茶室、和室、視聴覚室、調理室など

## 交通アクセス
- 西鉄バス宗像サンリーアイ（下車後徒歩1分）
- 岡垣町コミュニティバスサンリーアイ（下車後徒歩1分）
- JR九州海老津駅（下車後徒歩20分）